# Cuncas I
Cuncas I é um dos seis túneis do Eixo Norte do "Projeto de Integração do Rio São Francisco com Bacias Hidrográficas do Nordeste Setentrional". O Projeto está com previsão de ser concluído em 2015, garantindo a segurança hídrica de 390 cidades, e atendendo mais de 12 milhões de nordestinos.
Este túnel é o maior do Projeto e o maior para transporte de água da América Latina, tendo 15 km de extensão, 9 metros de altura e de largura.. Interliga Ceará (cidade Mauriti) e Paraíba (cidade São José de Piranhas) Seu objetivo é dar vazão a 83 mil litros d'água por segundo.